# Катонін Євген Іванович
Като́нін Євге́н Іва́нович (24 березня [5 квітня] 1889, Одеса, Херсонська губернія, Російська імперія — 27 лютого 1984, Київ, Українська РСР, СРСР) — радянський архітектор, дійсний член Академії архітектури УРСР (1948–1956), потім Академії будівництва і архітектури УРСР (1956–1963), доктор архітектури (з 1945), дійсний член Академії мистецтв СРСР (з 1979).

## Біографія
У 1918 році закінчив Всеросійську академію мистецтв у Петрограді (вчився у акад. Л. Бенуа).
У 1922–1947 роках викладав у Всеросійській академії мистецтв у Ленінграді, з 1948 року — у Київському державному художньому інституті, професор (з 1937 року).

## Творчість
Брав участь у створенні:
- генерального плану й забудові Ленінграда, парку Перемоги та реконструкції Кленової алеї в Ленінграді,
- станції метро «Київська»-кільцева в Москві (у співавторстві з В. К. Скугарєвим, Г. Є. Голубєвим, художниками О. В. Мизіним, Г. І. Опришком, О. Г. Івановим).
- станції метро «Вокзальна» Київського метрополітену (у співавторстві з І. Г. Шемседіновим, В. І. Єжовим, В. К. Скугарєвим, художником О. В. Мизіним, 1960).

Багато працював художником-графіком.